# Ust-Kut
Ust-Kut (Усть-Кут) är en stad med cirka 43 000 invånare och är belägen i Irkutsk oblast i den sibiriska delen av Ryssland, omkring 600 kilometer norr om regionens huvudort Irkutsk. Dygnsmedeltemperaturen är -23°C i januari och +18°C i juli.

## Geografi
Ust-Kut ligger på den västra sidan av floden Lena. Staden sträcker sig cirka 20 km längs floden. Namnet kommer av ryska för ”Kutas flodmynning”, där ”Kuta” betyder ”mosse” på evenkiska språket.

## Historia
Ust-Kut grundlades 1631 av den sibiriske kosacken Ivan Galkin som uppförde ett Ostrog (befäst fort) här. Platsen blev efterhand viktig som en flodhamn för handel längs Lena. Från omkring år 1900 fungerade staden som destination för personer i inre politisk exil, bl.a. tillbringade Lev Trotskij ofrivilligt några år i Ust-Kut.
1951 nådde järnvägen fram till Ust-Kut. Staden blev därmed den första och länge den enda flodhamnen vid Lena med järnvägsförbindelse (tills 2013 då Amur-Jakutsk Magistral blev klar), och blev därmed en viktig knutpunkt för frakt till och från platser längs Lena. 1974 startades utbyggnaden av järnvägen österut, nu under namnet Bajkal Amur Magistral.